# HiNA
『HiNA』（ヒナ）は、畑健二郎の漫画作品『ハヤテのごとく!』及びそれを原作とするアニメに登場する架空の人物『桂ヒナギク』（声 - 伊藤静）の1stアルバムである。規格品番は初回限定盤がGNCA-1719、通常版がGNCA-1720。

## 解説
初回限定盤にはアルバム収録曲をシンフォニー・メドレーにした「Symphonic medley of HiNA」（編曲 - 松尾早人）の特典CD付。また、品番の"1719"は「ヒナギク」の語呂合わせである。
8曲目『NOTICE』では、共作の形で伊藤が作詞に参加している。

## 収録曲
1. Steppin'
作詞 - くまのきよみ、作曲・編曲 - 村上正芳
OVA『ハヤテのごとく!! アツがナツいぜ 水着編!』エンディングテーマ
2. Power of Flower
作詞 - くまのきよみ、作曲 - 田中公平、編曲 - PE
キャラクターソング・アルバム『「ハヤテのごとく!」キャラクターCD 4 桂ヒナギク starring 伊藤静』の収録曲であり、桂ヒナギクの実質上のデビュー曲でもある。
3. スクールDays
作詞 - くまのきよみ、作曲・編曲 - 根岸貴幸
4. 愛と情熱のカルナバル
作詞 - くまのきよみ、作曲 - 田中公平、編曲 - 根岸貴幸
キャラクターソング・アルバム『「ハヤテのごとく!」ドラマCD1/綾崎ハーマイオニーと秘密の課外授業』収録曲
5. 100点満点なんかじゃない!
作詞 - くまのきよみ、作曲 - 田中公平、編曲 - 根岸貴幸
キャラクターソング・アルバム『「ハヤテのごとく!」キャラクターCD 12 白皇学院生徒会長-マリア・桂ヒナギク starring 田中理恵・伊藤静』収録曲
6. 微熱
作詞 - くまのきよみ、作曲 - 田中公平、編曲 - 根岸貴幸
7. 想い絶ちがたく、初恋なりがたし
作詞 - くまのきよみ、作曲・編曲 - 村上正芳
8. NOTICE
作詞 - 伊藤静、補作詞 - くまのきよみ、作曲 - 田中公平、編曲 - 村上正芳
9. あしたのわたし
作詞 - くまのきよみ、作曲 - 田中公平、編曲 - 村瀬恭久
10. Heart of Flower
作詞 - くまのきよみ、作曲 - 田中公平、編曲 - 村上正芳
『Power of Flower』の続編にあたる楽曲で、ラストサビの一部に『Power of Flower』のサビがある。